# Néstor Albiach
Néstor Albiach Roger (Xirivella, 18 agosto 1992) è un calciatore spagnolo, attaccante dell'Ayutthaya Utd.

## Caratteristiche tecniche
Prima punta, può giocare anche come ala o esterno di centrocampo sulla fascia sinistra.

## Palmarès

### Club
- Durand Cup: 1

NorthEast United: 2024